# Sibongile Mlambo
Sibongile Mlambo (sinh ngày 26 tháng 6 năm 1990), là một nữ diễn viên người Zimbabwe hiện sống tại Hoa Kỳ. Cô được biết đến với vai chính trong bộ phim truyền hình phiêu lưu lịch sử Starz Black Sails và trong phim Honey 3 và The Last Face. Cô cũng được biết đến với vai diễn là Tamora Monroe trong bộ phim truyền hình MTV Teen Wolf và vai Donna trong bộ phim truyền hình Freeform Siren.

## Thời niên thiếu
Mlambo được sinh ra ở Zimbabwe, và cha cô là một bác sĩ. Mlambo có một chị gái cũng là một nữ diễn viên. Mlambo rời Zimbabwe vào năm 2005 để theo đuổi việc học của mình tại Hoa Kỳ và đã sống ở Texas, New York và một thời gian ngắn ở Tây Ban Nha. Năm 2011, Mlambo đã sống và làm việc tại Nam Phi, Johannesburg và Cape Town. Mlambo sau đó chuyển về Hoa Kỳ, định cư ở Los Angeles.
Mlambo học tiếng Pháp và tiếng Tây Ban Nha ở trường đại học và cũng là một vũ công.

## Nghề nghiệp

### Người mẫu
Năm 2007, Mlambo là á hậu thứ hai trong cuộc thi Hoa hậu Zim-USA 2007. Là một người mẫu, cô đặc biệt thành công trên lục địa châu Phi, nơi cô là người mẫu cho các sản phẩm của thương hiệu Nivea.

### Diễn viên
Vai diễn diễn xuất đầu tiên của cô năm 1997 trong bộ phim Kini & Adams hồi còn nhỏ. Từ năm 2012, cô trở lại trước máy quay, trước hết là vai trò khách mời trên truyền hình Mỹ, bao gồm Strike Back, Beaver Falls, Mad Dogs hoặc Homeland. Cô cũng đóng vai chính trong các bộ phim như Ladygrey. Trong năm 2015, cô đóng vai chính Ishani Mfeke một trong những vai diễn hàng đầu trong bộ phim múa Mật ong 3: Dare to Dance. Cô ấy là một vũ công được đào tạo.
Trong năm 2014, cô đã tiếp tục trong loạt Black Sails vai Eme, một vai diễn định kỳ, mà cô đã đóng cho đến năm 2017. Cũng trong Teen Wolf cô được đóng vai Tamara Monroe 2017 định kỳ. Cô đống một vai hỗ trợ Angela vào năm 2018 trong loạt phim Netflix Lost in Space. Ngoài ra, cô đã tiếp nhận vai Donna một trong những vai chính của serie Siren.

## Sự nghiệp điện ảnh

### Phim điện ảnh
| Năm  | Tên                       | Vai diễn           | Notes           |
| ---- | ------------------------- | ------------------ | --------------- |
| 1997 | Kini and Adams            | Bongi              |                 |
| 2012 | Half Good Killer          | Aida               | Short film      |
| 2013 | Felix                     | Dancer             | as Sibo Mlambo  |
| 2015 | Back to School Mom        | Beth               |                 |
| 2015 | Ladygrey                  | Estelle            |                 |
| 2015 | While You Weren't Looking | Female student     |                 |
| 2016 | Message From The King     | Bianca             |                 |
| 2016 | Detour                    | MGM Receptionist   |                 |
| 2016 | Honey 3: Dare to Dance    | Ishani             | Direct-to-video |
| 2016 | The Last Face             | Assatu             |                 |
| 2017 | New Haven                 | Astou Niang Diallo | Short film      |
| 2018 | Under the Silver Lake     |                    |                 |
| TBA  | Take Back the Night       | The Reporter       | Post-production |

### Phim truyền hình
| Năm      | Tên                  | Vai diễn       | Notes                                           |
| -------- | -------------------- | -------------- | ----------------------------------------------- |
| 2009     | America's Got Talent | Herself        | Contestant                                      |
| 2012     | Beaver Falls         | Cheerleader    | Episode: #2.4                                   |
| 2012     | Strike Back          | Hostess        | Episode: "Vengeance, Part 3"                    |
| 2013     | Mad Dogs             | Detective      | Episode: #3.1                                   |
| 2014–17  | Black Sails          | Eme            | Recurring role; 10 episodes                     |
| 2014     | Homeland             | Jackie Marr    | Episode: "Shalwar Kameez"                       |
| 2015     | Jamillah and Aladdin | Washerwoman    | as Sibo Mlambo                                  |
| 2016     | Dark/Web             | Amy            | Recurring role; 4 episodes                      |
| 2017     | Teen Wolf            | Tamora Monroe  | Recurring role; 9 episodes                      |
| 2018–nay | Siren                | Donna          | Main role; 9 episodes                           |
| 2018–nay | Lost in Space        | Angela Goddard | Recurring role (season 1); main role (season 2) |